# GSC3014-2468
GSC3014-2468 — хімічно пекулярна зоря спектрального класу A0, що має видиму зоряну величину в смузі V приблизно 11,6.